# Datos de mercado
En finanzas, los datos de mercado son datos del precio y relacionados con la negociación para un instrumento financiero informados por una plataforma de negociación como una bolsa de valores. Los datos de mercado permiten a los operadores financieros e inversores conocer el último precio y ver tendencias históricas para instrumentos como acciones, productos de renta fija, derechos relativos a aumentos de capital aprobados y precios en relación con los diferentes mercados internacionales.
- Datos: Q3036837
- Multimedia: Market data / Q3036837